# Ministerrat für die Reichsverteidigung
Der Ministerrat für die Reichsverteidigung war ein von Adolf Hitler am 30. August 1939, zwei Tage vor Beginn des Zweiten Weltkriegs, als ständiger Ausschuss des Reichsverteidigungsrates per Erlass geschaffenes Gremium unter Vorsitz Hermann Görings, das im vereinfachten Verfahren Verordnungen mit Gesetzeskraft erlassen konnte.
Grundlage für den Erlass war das unveröffentlichte Reichsverteidigungsgesetz vom 4. September 1938.

## Zusammensetzung
Mitglieder des Ministerrates waren außer Göring
- in der Funktion des Geschäftsführers der Chef der Reichskanzlei Hans Heinrich Lammers
- der Stellvertreter des Führers Rudolf Heß (später ersetzt durch den Chef der Parteikanzlei Martin Bormann)
- Innenminister  Wilhelm Frick in seiner Eigenschaft als Generalbevollmächtigter für die Reichsverwaltung
- der Chef des Oberkommandos der Wehrmacht Wilhelm Keitel
- Reichswirtschaftsminister und Reichsbankpräsident Walther Funk in seiner Eigenschaft als Generalbevollmächtigter für die Wirtschaft

## Aufgaben
Im Verlauf des Krieges übernahm der Ministerrat immer mehr die Aufgaben des bereits in den ersten Jahren der Zeit des Nationalsozialismus nicht mehr tagenden Reichskabinetts. Die Erlasse, die häufig nicht auf Sitzungen des Ministerrates verabschiedet wurden, sondern im Umlaufverfahren zustande kamen, verdrängten zunehmend förmlich verabschiedete Gesetze. Die Schlüsselrolle kam dabei dem Chef der Reichskanzlei Hans Heinrich Lammers als Geschäftsführer zu, der jedoch in den letzten Kriegsjahren eine immer stärkere Konkurrenz durch den Chef der Parteikanzlei Martin Bormann bekam.
In der Anklageschrift für den Nürnberger Prozess wird der Ministerrat für die Reichsverteidigung unter dem Anklagepunkt Eins erwähnt und als Kriegskabinett bezeichnet.
Dem Ministerrat direkt zugeordnet waren die Reichsverteidigungskommissare.